# Dębowiec (Subkarpaten)
Dębowiec is een dorp in het Poolse woiwodschap Subkarpaten, in het district Jasielski. De plaats maakt deel uit van de gemeente Dębowiec en telt 1700 inwoners.